# Fenenna de Polonia

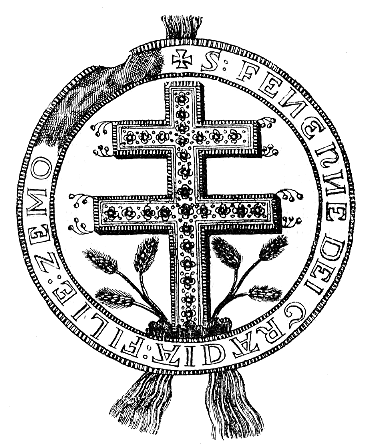
Sello real de Fenenna de la reina consorte

Fenenna (en húngaro: Fenenna, en polaco: Fenenna kujawska) (1276 - 8 de septiembre de 1295), Reina consorte de Hungría, esposa del rey Andrés III de Hungría.

## Biografía
Fenenna nació en 1276 en el Reino de Hungría como hija del Ziemomysł de Cuyavia y de Salomé, una princesa de la Pomerania oriental quienes habían huido de su hogar refugiándose entre la nobleza húngara. Ziemomysl era hijo del duque polaco Casimiro I de Cuyavia, y por lo tanto medio hermano del rey Vladislao I de Polonia. En 1290, Fenenna fue tomada como esposa por el rey Andrés III de Hungría, y de su matrimonio nació solamente una hija conocida como la beata Isabel la virgen, quien fue comprometida con Wenceslao III de Bohemia. Luego de la anulación del compromiso Isabel se retiró a un convento dominico como monja en Suiza. 
El 8 de septiembre de 1295 murió la reina Fenenna en Buda. Su sitio de entierro es desconocido, estiman que probablemente fue la ciudad de Székesfehérvár. Luego de la muerte de Fenenna, varios meses después el rey Andrés III se volvió a casar el 13 de febrero de 1296 en Viena con Inés de Habsburgo, la hija de su antiguo rival Alberto I de Habsburgo. 